# Magnus Ingesson
Magnus Ingesson, född 18 februari 1971 i Norrfjärden, är en före detta svensk längdskidåkare som tävlade för Piteå Elit. Han har tillsammans med Joakim Abrahamsson varit förbundskapten för svenska längdåkningslandslaget på skidor, därefter för damernas landslag och är dessutom tränare till Charlotte Kalla.
Magnus Ingesson tilldelades tillsammans med Joakim Abrahamsson TT:s idrottsledarpris 2010.
Nu är han sportchef för Piteå Elit och har bland annat värvat Charlotte Kalla till föreningen.
Sedan 12 april 2018 är Magnus Ingesson åter förbundskapten för svenska damlandslaget i skidor. I maj 2018 meddelades att ledarskapet delas tillsammans med Annika Zell.

## Resultat
- OS 2002: 8:a 15 km (k), 16:e 50 km (k)
- VM: 2001: 9:a 15 km, 31:a jaktstart, 2:a stafett.

### Fotnoter
1. ↑  ”Arkiverade kopian”. Arkiverad från originalet den 11 augusti 2011. https://web.archive.org/web/20110811023744/http://www.sports-reference.com/olympics/athletes/in/magnus-ingesson-1.html. Läst 13 mars 2014.
2. ↑  ”Johan Olsson tillbaka i skidlandslaget” (på svenska). Aftonbladet. 8 maj 2018. https://www.aftonbladet.se/sportbladet/a/OnJQ3w/johan-olsson-tillbaka-i-skidlandslaget. Läst 8 maj 2018.